# Терновець Борис Миколайович
Борис Миколайович Терновець (1884—1941) — радянський мистецтвознавець.

## Біографія
Борис Миколайович Терновець народився 21 жовтня (за новим стилем — 2 листопада) 1884 року в місті Ромни (нині Сумська область України). У 1908 році закінчив юридичний факультет Московського університету, згодом навчався на юридичних факультетах Берлінського і Мюнхенського університетів. З 1907 року навчався і працював у різних приватних художніх школах Москви, Мюнхена і Парижі.
Після встановлення Радянської влади Терновець залишився в Радянській Росії. Брав активну участь у здійсненні Ленінського плану монументальної пропаганди, отримав другу премію за проект пам'ятника «Звільнений праця». З 1919 року керував Державним музеєм нового західного мистецтва в Москві. Співпрацював з багатьма відомими радянськими діячами мистецтва — Ігорем Габаром, Петром Кончаловським, Вірою Мухіної, Матвієм Манізером, Петром Коганом, Павлом Муратовим, Василем Різдвяним, Сергієм Меркурова. Брав активну участь у підготовці XIV Міжнародної виставки мистецтв у Венеції. В даний час великий фонд особового походження Бориса Миколайовича Терновца зберігається в Російському державному архіві літератури і мистецтва.
Був автором ряду статей про творчість радянських художників, монографій і книг, присвячених радянській скульптурі і сучасного мистецтва зарубіжжя.
Помер 4 грудня 1941 року, похований на Новодівичому кладовищі в Москві.

## Твори
- В. І. Мухіна [Текст] : скульптор : життя і творчість / Б. Терновець. — Москва ; Ленинград : Держ. изд. зобразить. мистецтв, 1937 (Ленінград : тип. їм. Ів. Федорова). — Палітурка, 87 с., 1 вкл. л. портр. : іл., портр.; 30х23 див.
- Е. Бурделль [Текст] : [Нарис життя і творчості] / Б. Терновець. — [Москва]; [Ленінград] : Изогиз, 1935 (Л. : тип. їм. Ів. Федорова). — Обл., 48 с., 16 л. іл. : заставки; 19х14 див.
- А. Майоль [Текст] : [Нарис з життя і творчості] / Б. Терновець. — Москва : Изогиз, 1935 (Л. : тип. їм. Ів. Федорова). — Обл., 34, [2] с., 16 л. іл.; 19х14 див.
- Роден [Текст] : [Життя та творчість] / Б. Терновець. — Ленінград : Вид-во Ленингр. обл. союзу сов. худ., 1936 (тип. їм. Володарського). — Суп.-обл., палітурка, 214 с. : іл.; 17х13 див. — (Художня спадщина. Західно-Європейське мистецтво).
- Теодор Жеріко. 1791—1824 [Текст] : Нариси життя і творчості / Б. Терновець. — Москва ; Ленинград : Мистецтво, 1945 (М. : тип. «Кр. друкар»). — 36 с., 3 л. іл.; 17 див. — (Масова бібліотека).
- Коровін-Сєров. Б. Терновець. М.: Державне видавництво, 1925 — 90 с. Серія «Мистецтво».
- Вибрані статті [Текст] / [Упоряд., авт. вступ. статті та приміт. Н. Ст. Яворська і Г. Ю. Стернин]. — [Москва] : [Сов. художник], [1963]. — 364 с.; 23 див.
- Листа. Щоденники. Статті [Текст] / Упоряд.; вступ. стаття [с. 5-24], тексти до розділів і коммент. Л. С. Alešinoj, Н. Ст. Яворської. — Москва : Сов. художник, 1977. — 359 с. : іл.; 23 див.